# Ошишани јеж
"Ошишани јеж" су хумористичко-сатиричне, месечне новине основане 5. јануара 1935. године. Назив је смишљен у чувеној кафани „Гинић“ која се налазила на месту данашњег Дома омладине у Београду. Део назива „ошишани“ је алузија на предратну цензуру која је пре сваког изласка листа, брисала чланке који нису били по вољи владара. Један од оснивача је био и Драган Савић.
После Другог светског рата излазио је под називом „Јеж“ јер, наводно, цензура није више постојала.

## "Ошишани јеж“ на интернету
Лист се поново може наћи под оригиналним именом на интернету, a уређује га Душко М. Петровић коме је на „Сатира фесту 2011" уручена Специјална плакета Београдског афористичарског круга за афирмацију и популаризацију сатире.
У електронском издању Ошишаног јежа сатире пишу бројни награђивани српски афористичари и сатиричари.

## Сарадници
У листу су радили макар и као дописници најпознатији хумористи, сатиричари и карикатуристи међу којима и:
- Пјер Крижанић,
- Зуко Џумхур,
- Иво Кушанић,
- Бранислав Нушић,
- Деса Глишић,
- Раша Папеш,
- Марко Младеновић,
- Никола Тишћенко,
- Васа Поповић,
- Драгослав Стојановић, један од оснивача часописа и аутор насловне карикатуре јежа који се гледа у огледалу.[2]